# Sandecja Nowy Sącz

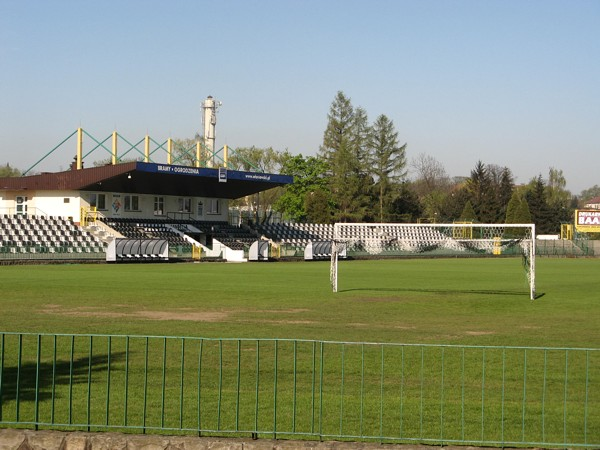
Stadion

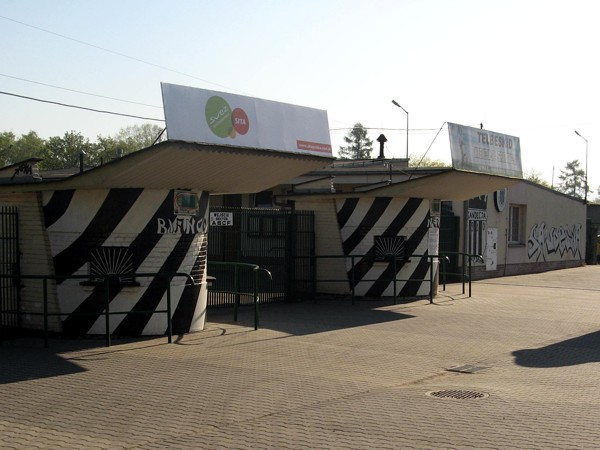
Kasy

Miejski Klub Sportowy Sandecja Nowy Sącz – polski klub sportowy z siedzibą w Nowym Sączu, powstały w 1910. Nazwa "Sandecja" pochodzi od łacińskiej nazwy Nowego Sącza, która w tym języku brzmi "Nova Civitas Sandecz" oraz nazwy regionu (Sądecczyzny), której łacińska nazwa brzmi "Sandecjana".

## Historia
Klub rozpoczął działalność w 1910 roku z inicjatywy naczelnika Polskiego Towarzystwa Gimnastycznego „Sokół” Adama Biedy. Nazwa klubu pochodzi od łacińskiej nazwy miasta Nowego Sącza– Nova Civitas Sandecz. W roku 1911 na pierwszego prezesa klubu wybrany został Józef Damse, który sprawował ten urząd przez cztery lata. W tymże samym roku 20 września pojawiła się również pierwsza wzmianka o Sandecji w Nowościach Ilustrowanych. 1 maja 1970 odbyło się oficjalne otwarcie obecnego stadionu. Z tej okazji rozegrano mecz młodzieżowych reprezentacji Polski i Węgier. Mecz zakończył się wynikiem 2:3 a jedną z bramek strzelił Kazimierz Kmiecik. Na stadionie było ok. 10 tysięcy widzów. Do 1998 roku stadion nosił nazwę XXV-lecia PRL, zaś 2 czerwca 2001 przyjął imię Ojca Władysława Augustynka (1915-1997).
Planem na 100-lecie drużyny, był awans do I ligi, który został zrealizowany w ostatnim meczu rundy wiosennej 2008/2009. W meczu wyjazdowym z Concordią Piotrków Trybunalski drużyna trenera Roberta Moskala wygrała 5:3 czym zapewniła sobie awans do bezpośredniego zaplecza Ekstraklasy. Największym sukcesem zespołu jest awans na najwyższy poziom rozgrywkowy w sezonie 2016/2017. W debiucie na najwyższym szczeblu Sandecja zdobyła także pierwszy punkt i rozegrała pierwszy mecz w ekstraklasie bez puszczonego gola.  Zremisowała bowiem bezbramkowo z Lechem Poznań. Pierwszą bramkę dla Sandecji w Ekstraklasie zdobył Aleksandyr Kolew. Miało to miejsce w spotkaniu z Jagiellonią Białystok. Spotkanie to zakończyło się także historyczną, pierwszą wygraną Sandecji na najwyższym szczeblu rozgrywkowym.
Po ośmiu latach gry w I lidze Sandecja w sezonie 2016/2017 zajęła w niej 1. miejsce i awansowała do Ekstraklasy. Grała w niej tylko jeden sezon, zajęła ostatnie miejsce (6 zwycięstw, 15 remisów, 16 porażek) i spadła z powrotem do I ligi. W Nowym Sączu zespół nie rozegrał żadnego meczu Ekstraklasy, gdyż stadion nie spełniał wymogów licencyjnych; mecze jako gospodarz, drużyna rozgrywała w Niecieczy.
19 czerwca 2021 prezydent Nowego Sącza podpisał z konsorcjum Blackbird umowę dotyczącą budowy nowego stadionu dla Sandecji. Kilka dni później rozpoczęły się prace rozbiórkowe. Według dokumentacji przetargowej nowy stadion miał mieć 4,5 tys. zadaszonych miejsc siedzących oraz 360 miejsc dla kibiców drużyny gości. Obiekt miał spełniać kryteria systemu licencyjnego PZPN dla klubów ekstraklasy oraz UEFA kategorii 3. Poinformowano o oddaniu obiektu do użytku najpóźniej 730 dni od momentu podpisania umowy. W 2023 roku miasto Nowy Sącz wypowiedziało umowę firmie Blackbird, wskazując na rażące opóźnienia i niewywiązanie się z harmonogramu prac. W wyniku tych problemów budowę przejął nowy wykonawca – BETONOX Construction S.A.
27 czerwca 2025 po podpisaniu umowy z notariuszem między Urządem Miasta Nowego Sącza a spółką akcyjną AAGS Sp. z o.o. zarządzaną przez byłego piłkarza Sandecji Arkadiusza Aleksandra i lokalnego przedsiębiorcę Grzegorza Stawiarskiego, klub przeszedł w prywatne ręce.

### Sekcje działające w historii
W klubie działały następujące sekcje:
- piłka nożna,
- siatkówki kobiet (od 1950),
- siatkówki mężczyzn (1950–1993),
- piłki ręcznej (1950–55),
- narciarska (1945–56),
- szachowa (1945–2019),
- lekkiej atletyki (1945–70),
- koszykówki mężczyzn (1950–61),
- tenisa stołowego (1945–55),
- hokeja na lodzie (1951–64),
- bokserska (1948–60)
- brydżowa.

W 2009 pozostała jedynie sekcja piłki nożnej. Drużyna siatkówki kobiet w wyniku reorganizacji strukturalnych oddzieliła się od klubu sportowego Sandecja. Zespół siatkarski przekształcił się w niezależne Siatkarskie Towarzystwo Sportowe Sandecja, które nawiązuje zarówno swoim logiem, jak i koszulkami do biało-czarnych tradycji nowosądeckiego klubu.

### Chronologia nazw
- 1920 – Robotniczy Klub Sportowy
- 1933 – Kolejowy Klub Przysposobienia Wojskowego
- 1945 – Klub Sportowy OMTUR
- 1947 – Koło Sportowe Sądeckiego Oddziału ZZK
- 23 marca 1957 – Kolejowy Klub Sportowy (patronat ZNTK Nowy Sącz)
- 1963 – Komunikacyjny Klub Sportowy
- 27 czerwca 1999 – Miejski Klub Sportowy

## Sukcesy
- Mistrzostwo I ligi w sezonie 2016/2017 i historyczny awans do Ekstraklasy,
- Ćwierćfinał Pucharu Polski w sezonie 2013/2014,
- Dwukrotny występ w II lidze (sezony 1986/87 oraz 1991/92), najwyższe miejsce 16. w sezonie 1986/87 oraz awans do I ligi (05.06.2009)[13]. Po raz pierwszy Sandecję do II ligi wprowadził trener Janusz Iżyński.

## Poszczególne sezony

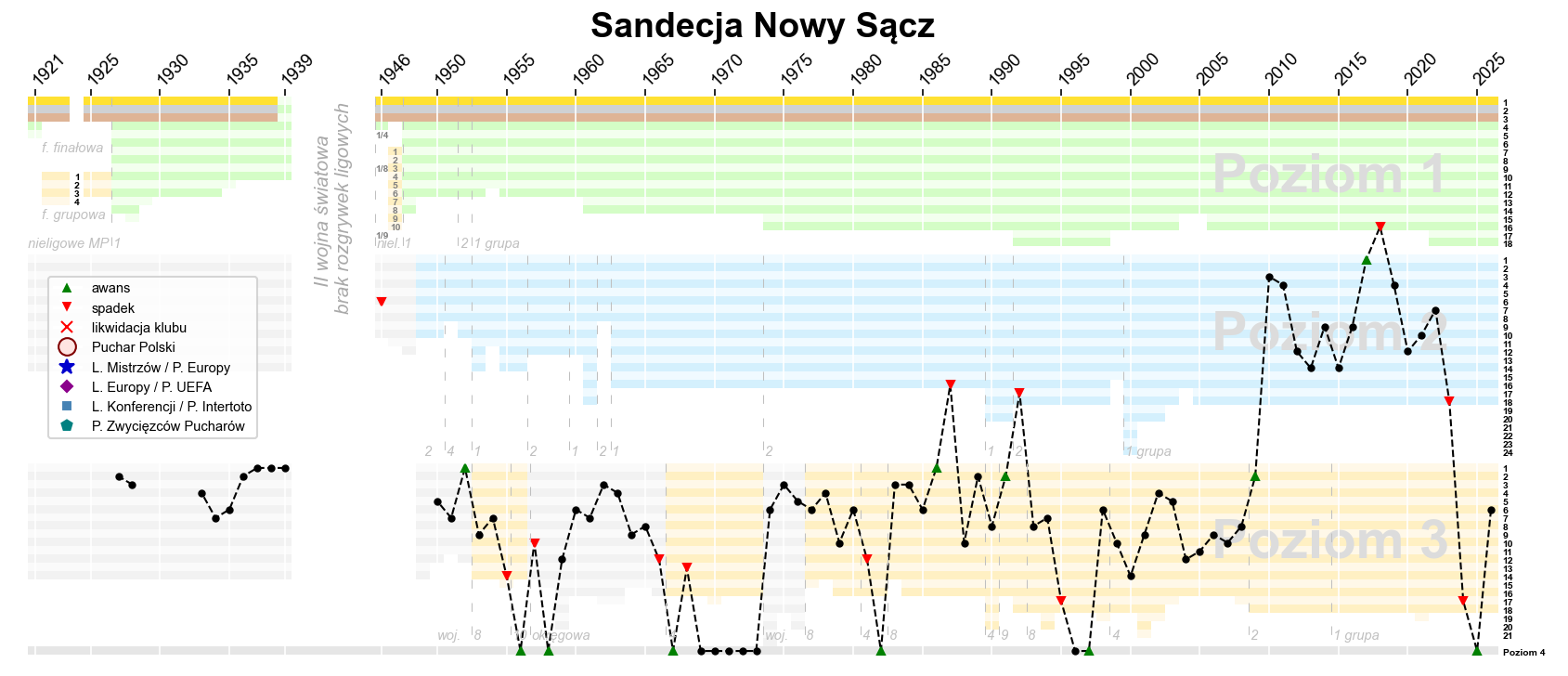
Historia występów Sandecji Nowy Sącz w rozgrywkach ligowych

| Sezon   | Liga                              | Pozycja | Punkty | Bramki | Uwagi  |
| ------- | --------------------------------- | ------- | ------ | ------ | ------ |
| 1976/77 | III liga (grupa 4)                | 6       | 27     | 22:22  |        |
| 1977/78 | III liga (grupa 4)                | 4       | 31     | 38:24  |        |
| 1978/79 | III liga (grupa 4)                | 10      | 25     | 33:31  |        |
| 1979/80 | III liga (grupa 4)                | 6       | 30     | 39:31  |        |
| 1980/81 | III liga (grupa 4)                | 12      | 21     | 31:56  | spadek |
| 1981/82 | IV liga                           |         |        |        | awans  |
| 1982/83 | III liga (grupa 8)                | 3       | 30     | 39:23  |        |
| 1983/84 | III liga (grupa 8)                | 3       | 37     | 40:35  |        |
| 1984/85 | III liga (grupa: krakowska)       | 6       | 27     | 31:29  |        |
| 1985/86 | III liga (grupa: krakowska)       | 1       | 42     | 51:29  | awans  |
| 1986/87 | II liga (grupa: wschodnia)        | 16      | 10     | 19:52  | spadek |
| 1987/88 | III liga (grupa: krakowska)       | 10      | 26     | 28:22  |        |
| 1988/89 | III liga (grupa: krakowska)       | 2       | 40     | 39:14  |        |
| 1989/90 | III liga (grupa: płd.-zach.)      | 8       | 44     | 46:34  |        |
| 1990/91 | III liga (grupa: krakowska)       | 2       | 40     | 39:14  | awans  |
| 1991/92 | II liga (grupa: wschodnia)        | 17      | 19     | 27:54  | spadek |
| 1992/93 | III liga (grupa: krakowska)       | 8       | 35     | 36:38  |        |
| 1993/94 | III liga (grupa: krakowska)       | 7       | 39     | 43:33  |        |
| 1994/95 | III liga (grupa: krakowska)       | 17      | 25     | 25:57  | spadek |
| 1995/96 | IV liga (grupa: małopolska zach.) |         |        |        |        |
| 1996/97 | IV liga (grupa: małopolska zach.) |         |        |        | awans  |
| 1997/98 | III liga (grupa: krakowska)       | 6       | 63     | 55:27  |        |
| 1998/99 | III liga (grupa: płd.-wsch.)      | 10      | 49     | 38:36  |        |
| 1999/00 | III liga (grupa: płd.-wsch.)      | 14      | 39     | 41:45  |        |
| 2000/01 | III liga (grupa IV)               | 9       | 48     | 37:40  |        |
| 2001/02 | III liga (grupa IV)               | 4       | 51     | 35:33  |        |
| 2002/03 | III liga (grupa IV)               | 5       | 51     | 35:33  |        |
| 2003/04 | III liga (grupa IV)               | 12      | 36     | 32:34  |        |
| 2004/05 | III liga (grupa IV)               | 11      | 32     | 27:45  |        |
| 2005/06 | III liga (grupa IV)               | 9       | 34     | 31:39  |        |
| 2006/07 | III liga (grupa IV)               | 10      | 39     | 26:30  |        |
| 2007/08 | III liga (grupa IV)               | 8       | 45     | 29:25  |        |
| 2008/09 | II liga (grupa: wschodnia)        | 2       | 64     | 61:32  | awans  |
| 2009/10 | I liga                            | 3       | 59     | 55:42  |        |
| 2010/11 | I liga                            | 4       | 56     | 52:34  |        |
| 2011/12 | I liga                            | 12      | 40     | 42:46  |        |
| 2012/13 | I liga                            | 14      | 37     | 35:54  |        |
| 2013/14 | I liga                            | 9       | 44     | 29:40  |        |
| 2014/15 | I liga                            | 14      | 35     | 40:55  |        |
| 2015/16 | I liga                            | 9       | 47     | 51:43  |        |
| 2016/17 | I liga                            | 1       | 61     | 50:29  | awans  |
| 2017/18 | Ekstraklasa                       | 16      | 33     | 34:54  | spadek |
| 2018/19 | I liga                            | 4       | 55     | 35:29  |        |
| 2019/20 | I liga                            | 12      | 44     | 45:49  |        |
| 2020/21 | I liga                            | 10      | 45     | 42:50  |        |
| 2021/22 | I liga                            | 7       | 47     | 39:36  |        |
| 2022/23 | I liga                            | 18      | 27     | 28:54  | spadek |
| 2023/24 | II liga                           | 17      | 35     | 35:48  | spadek |
| 2024/25 | III liga (grupa IV)               | 1       | 74     | 65:31  | awans  |

| Oznaczenie kolorami |
| ------------------- |
| I poziom ligowy     |
| II poziom ligowy    |
| III poziom ligowy   |
| IV poziom ligowy    |

## Rekordy
- Najwięcej występów: Tadeusz Konieczny – 671 (194 gole)
- Najwięcej bramek: Stefan Baran – 371

## Dotychczasowi trenerzy
- Tadeusz Maurer
- Mieczysław Nowak
- Roman Hływa
- Ryszard Aleksander
- Zygmunt Śledź
- Wacław Grądziel
- Roman Durniok
- Wiesław Stawiarz
- Jerzy Ligęza
- Tadeusz Wrona
- Marian Kurdziel
- Janusz Wojewódzki
- Janusz Iżyński
- Wojciech Niedźwiedzki
- Ryszard Kosiński
- Stanisław Zapalski
- Andrzej Kuźma
- Tadeusz Kantor
- Władysław Szaryński
- Bogusław Szczecina
- Wiesław Spiegel
- Stanisław Ogorzały
- Adam Nawałka
- Bronisław Bartkowski
- Marek Górecki
- Janusz Pawlik
- Stanisław Filas
- Artur Sejud
- Jarosław Araszkiewicz
- Robert Moskal
- Dariusz Wójtowicz
- Mariusz Kuras
- Mirosław Hajdo
- Ryszard Kuźma
- Jozef Kostelnik
- Piotr Stach
- Robert Kasperczyk
- Radosław Mroczkowski
- Kazimierz Moskal
- Tomasz Kafarski
- Piotr Mandrysz
- Dariusz Dudek
- Stanislav Varga
- Tomasz Kafarski
- Łukasz Surma
- Robert Kasperczyk
- Łukasz Mierzejewski

## Obecny skład
Stan na 27 lipca 2025
| Nr | Poz. | Piłkarz             |
| -- | ---- | ------------------- |
| 12 | BR   | Konrad Tokarz       |
| 91 | BR   | Martin Polaček      |
| 71 | BR   | Mateusz Jeleń       |
| 77 | OB   | Leon Ziętek         |
| 90 | OB   | Bartosz Gurba       |
| 4  | OB   | Kacper Szczudliński |
| 17 | OB   | Tomasz Nawotka      |
| 47 | OB   | Wojciech Błyszko    |
| 24 | OB   | Kamil Słaby         |
| 16 | OB   | Karol Smajdor       |
| 26 | OB   | Michał Rutkowski    |
| 98 | PO   | Kamil Ogorzały      |
| 33 | PO   | Bartłomiej Kasprzak |

| Nr | Poz. | Piłkarz                |
| -- | ---- | ---------------------- |
| 9  | PO   | Wiktor Kłos            |
| 78 | PO   | Jakub Górski           |
| 47 | PO   | Kacper Wokacz          |
| 29 | PO   | Adam Brenkus           |
| 74 | PO   | Przemysław Skałecki    |
| 33 | PO   | Eryk Kosiński          |
| 99 | PO   | Siméon Ouré            |
| 11 | PO   | Daniel Pietraszkiewicz |
| 18 | PO   | Kacper Talar           |
| 19 | PO   | Tomasz Kołbon          |
| 29 | NA   | Patryk Peciak          |
| 92 | NA   | Arkadiusz Orzeł        |
| 25 | NA   | Filip Piszczek         |
| 7  | NA   | Rafał Wolsztyński      |

## Sztab szkoleniowy
Stan na 06.07.2025
| Funkcja                           | Imię i nazwisko     |
| --------------------------------- | ------------------- |
| Trener                            | Łukasz Mierzejewski |
| Asystent trenera                  | Mykhailo Kaznokha   |
| Asystent trenera                  | Marek Sromek        |
| Trener bramkarzy                  | Wojciech Mastelarz  |
| Trener przygotowania motorycznego | Patryk Stawiarski   |
| Kierownik drużyny                 | Marcin Janikowski   |
| Fizjoterapeuta                    | Adrian Malara       |
| Fizjoterapeuta                    | Sylwester Michalik  |
| Zaplecze sprzętowe                | Paweł Bielak        |

## Sponsorzy
Klub może pochwalić się współpracą z licznymi sponsorami oraz partnerami, w tym z takimi firmami i przedsiębiorstwami jak:
- Urząd Miasta Nowy Sącz
- Optyk Walczyk
- Szubryt (główny sponsor klubu)
- AMH 365 Sport
- Hummel
- DBPatron
- Elkag
- Piwniczanka
- Bogdański
- Auto-complex
- Weron.pl
- Fitness Trzy Korony
- Salveo
- Grupa Grand
- Bomar2
- Quersus
- Wiśniowski (główny sponsor klubu)
- Grupa BGM
- Hotel Maria Szczawnica[16]
- Huzar
- Betoniarnia Janik
- Słaby
- Sobiesław Zasada Automotive
- Aquaplast
- Vip Security System
- Browar Personall Kraft
- HM Manufaktura Mebli
- Centrum Handlowe Cegielnia Zawada
- Drosed
- Salon Fryzjerski Awangarda
- Klimczak Nieruchomości
- Mech Centrum
- Carex
- Agmet